# Circumduction
La circumduction (emprunté du nom latin circumductio, dérivé du verbe circumducere, se traduisant par « conduire autour, conduire en formant un cercle ») est un mouvement articulaire complexe.
Au cours de ce mouvement, l'extrémité distale de la partie du corps mobilisée décrit un cercle. Ce n'est pas un mouvement isolé, mais plutôt une séquence continue de mouvements de flexion, d'abduction, d'extension, d'adduction, de rotation externe 
et de rotation interne .
Par conséquent, la circumduction ne s'effectue pas suivant un seul axe ou dans un plan unique. 
Les exemples de circumduction comprennent le mouvement de rotation de l'humérus au niveau de l'articulation scapulohumérale, de la main au niveau de l'articulation du poignet, du pouce au niveau de l'articulation trapézo-métacarpienne, des doigts au niveau des articulations métacarpophalangiennes et du fémur au niveau de l'articulation coxofémorale. 
Les articulations coxofémorale et scapulohumérale permettent la circumduction, mais les mouvements de flexion, d'abduction, d'extension, d'adduction, de rotation externe et de rotation interne sont plus limités au niveau de l'articulation coxofémorale que de l'articulation scapulohumérale en raison de la tension qui s'exerce sur certains ligaments et muscles de cette région.

## Exemples
- Articulation scapulo-humérale
- Articulation coxo-fémorale